# Nannobrachium fernae
Nannobrachium fernae är en fiskart som först beskrevs av Wisner, 1971.  Nannobrachium fernae ingår i släktet Nannobrachium och familjen prickfiskar. Inga underarter finns listade i Catalogue of Life.